# J’Den Cox
J’den Michael Tbory Cox (Columbia, Missouri, 1995. március 3. –) amerikai szabadfogású olimpiai bronzérmes birkózó. A 2018-as birkózó-világbajnokságon és a 2019-es birkózó-világbajnokságon döntőbe jutott 92 kg-os súlycsoportban, szabadfogásban és mindkétszer aranyérmet szerzett.

## Sportpályafutása
A 2018-as birkózó-világbajnokságon a 92 kg-osok súlycsoportjában megrendezett döntő során a belarusz Ivan Jankovszki volt ellenfele, akit 4–1-re legyőzött.
A 2019-es birkózó-világbajnokságon aranyérmet nyert 92 kg-os súlycsoportban, szabadfogásban. A döntőben az iráni Alireza Mohammad Karimimachiani volt az ellenfele, akit 4-0-ra legyőzött.